# Nanguan
För andra betydelser, se Nanguan (olika betydelser).
Nanguan är ett stadsdistrikt i Changchun i Jilin-provinsen i nordöstra Kina.